# Liste der Naturdenkmale in Lauffen am Neckar
| Naturdenkmale | Anzahl |
| ------------- | ------ |
| FND           | 3      |
| END           | 2      |
| Gesamt        | 5      |

Die Liste der Naturdenkmale in Lauffen am Neckar nennt die verordneten Naturdenkmale (ND) der im baden-württembergischen Landkreis Heilbronn liegenden Stadt Lauffen am Neckar. In Lauffen am Neckar gibt es insgesamt fünf als Naturdenkmal geschützte Objekte, davon drei flächenhafte Naturdenkmale (FND) und zwei Einzelgebilde-Naturdenkmale (END).
Stand: 1. November 2016.

## Flächenhafte Naturdenkmale (FND)
| Name                                 | Bild | Kennung     | Einzelheiten      | Position | Fläche Hektar | Datum         |
| ------------------------------------ | ---- | ----------- | ----------------- | -------- | ------------- | ------------- |
| Krappenfelsen und Weinberg am Neckar |      | 81250560001 | Lauffen am Neckar | ⊙        | 2,3           | 18. Juli 1986 |
| Nachtigalleninsel                    |      | 81250560002 | Lauffen am Neckar | ⊙        | 4,4           | 18. Juli 1986 |
| Untere Neckarinsel                   | BW   | 81250560003 | Lauffen am Neckar | ⊙        | 1,8           | 18. Juli 1986 |
| Legende für Naturdenkmal             |      |             |                   |          |               |               |

## Einzelgebilde (END)
| Name                     | Bild | Kennung     | Einzelheiten | Position | Fläche Hektar | Datum         |
| ------------------------ | ---- | ----------- | --- | -------- | ------------- | ------------- |
| 1 Eiche                  |      | 81250560004 | Lauffen am Neckar Die Eiche wurde am 10. März 1875 von Gottlieb Hirschmüller anlässlich der Geburt seines ersten (und einzigen) Sohns gepflanzt. Da der Baum wegen Fäulnis in Folge eines Befalls mit dem Hallimasch-Pilz eine Gefahr für den Straßenverkehr darstellt, wurde im November 2017 seine Fällung beschlossen. Nicht mehr in der LUBW-Datenbank vorhanden. | ⊙        | 0,0           | 18. Juli 1986 |
| 1 Eiche                  |      | 81250560005 | Lauffen am Neckar Nicht mehr in der LUBW-Datenbank vorhanden. | ???      | 0,0           | 18. Juli 1986 |
| Legende für Naturdenkmal |      |             | |          |               |               |